# Festival MusicAtlântico
O Festival MusicAtlântico - Açores, Portugal, foi fundado em 1999 pela pianista de origem açoriana Gabriela Canavilhas, sua directora artística desde então;  tem lugar normalmente no mês de Julho (por vezes em Setembro) nas 9 ilhas da Região Autónoma, com o que de melhor existe na grande música (concertos, recitais, ópera, jazz, etc.).  Nele já participaram, desde o início, todos os principais músicos, cantores e maestros portugueses, bem como muitos dos principais agrupamentos e músicos internacionais.
Em 2005, a 7ª edição teve como tema "Sonar con affetti - instrumentos de corda", realizou-se de 1 a 23 de Julho, sendo os nomes mais sonantes - Borodin Quartet, Camerata Lysy e a Orquestra Metropolitana de Lisboa, entre muitos outros.